# 아마지촌
아마지촌(일본어: 甘地村)은 일본 효고현 간자키군에 있던 촌이다. 현재의 이치카와정 남서부에 해당한다.